# Nunatak Nobby
El nunatak Nobby es un nunatak de 270 metros de altura, que se encuentra a 1.9 kilómetros al sur del lago Boeckella y a 1,9 kilómetros al este del monte Flora, en el sector norte de la península Tabarín, en el extremo noreste de la península Antártica. Se eleva por encima del hielo entre los glaciares Pirámide (al oeste) y Buenos Aires (al este).

## Historia y toponimia
El área fue explorada por un grupo que acompañaba a Johan Gunnar Andersson en la Expedición Antártica Sueca de 1901-1904, que pasó el invierno en la bahía Esperanza en 1903. Fue cartografiado por el British Antarctic Survey en 1945 y en julio de 1955.
En el sector sur se encuentra el refugio Islas Malvinas del Ejército Argentino. Fue inaugurado el 20 de agosto de 1955, con el nombre Antonio Moro, y reconstruido en 1988.

## Geología
Sus rocas son gabros datados en el período Cretácico. Se tratan de rocas plutónicas andinas.

## Reclamaciones territoriales
Argentina incluye al nunatak en el departamento Antártida Argentina dentro de la provincia de Tierra del Fuego, Antártida e Islas del Atlántico Sur; para Chile forma parte de la comuna Antártica de la provincia Antártica Chilena dentro de la Región de Magallanes y de la Antártica Chilena; y para el Reino Unido integra el Territorio Antártico Británico. Las tres reclamaciones están sujetas a las disposiciones del Tratado Antártico.
Nomenclatura de los países reclamantes: 
- Argentina: nunatak Nobby[9]
- Chile: ¿?
- Reino Unido: Nobby Nunatak[3]